# Taussac

Taussac este o comună în departamentul Aveyron din sudul Franței. În 1 ianuarie 2022 avea o populație de 508 de locuitori.